# Monoporella crassa
Monoporella crassa är en mossdjursart som beskrevs av Canu och Bassler 1929. Monoporella crassa ingår i släktet Monoporella och familjen Monoporellidae. Inga underarter finns listade i Catalogue of Life.